# Scherma ai Giochi della XXXIII Olimpiade - Sciabola a squadre femminile
Il torneo di sciabola a squadre femminile dei giochi olimpici di Parigi 2024 si svolgerà il 3 agosto 2024 presso la Grand Palais.

## Risultati

### Finali
|  | Quarti di finale | Quarti di finale |               |    | Semifinali      | Semifinali      |  |  | Finale | Finale |
|  |                  |                  |               |    |                 |                 |  |  |        |        |
|  |                  |                  |               |    |                 |                 |  |  |        |        |
|  |                  |                  |               |    |                 |                 |  |  |        |        |
|  | Francia          | 45               |               |    |                 |                 |  |  |        |        |
|  | Francia          | 45               |               |    |                 |                 |  |  |        |        |
|  | Algeria          | 32               |               |    |                 |                 |  |  |        |        |
|  | Algeria          | 32               | Francia       | 36 |                 |                 |  |  |        |        |
|  |                  |                  | Francia       | 36 |                 |                 |  |  |        |        |
|  |                  | Corea del Sud    | 45            |    |                 |                 |  |  |        |        |
|  | Stati Uniti      | Corea del Sud    | 45            | 35 |                 |                 |  |  |        |        |
|  | Stati Uniti      |                  |               | 35 |                 |                 |  |  |        |        |
|  | Corea del Sud    | 45               |               |    |                 |                 |  |  |        |        |
|  | Corea del Sud    | 45               | Corea del Sud | 42 |                 |                 |  |  |        |        |
|  |                  |                  | Corea del Sud | 42 |                 |                 |  |  |        |        |
|  |                  | Ucraina          | 45            |    |                 |                 |  |  |        |        |
|  | Ucraina          | Ucraina          | 45            | 45 |                 |                 |  |  |        |        |
|  | Ucraina          |                  |               | 45 |                 |                 |  |  |        |        |
|  | Italia           | 37               |               |    |                 |                 |  |  |        |        |
|  | Italia           | 37               | Ucraina       | 45 |                 |                 |  |  |        |        |
|  |                  |                  | Ucraina       | 45 |                 |                 |  |  |        |        |
|  |                  | Giappone         | 32            |    | Finale 3º posto | Finale 3º posto |  |  |        |        |
|  | Giappone         | Giappone         | 32            | 45 | Finale 3º posto | Finale 3º posto |  |  |        |        |
|  | Giappone         |                  |               | 45 |                 |                 |  |  |        |        |
|  | Ungheria         | 37               |               |    |                 |                 |  |  |        |        |
|  | Ungheria         | 37               | Francia       | 40 |                 |                 |  |  |        |        |
|  |                  |                  |               |    |                 |                 |  |  |        |        |
|  | Giappone         | 45               |               |    |                 |                 |  |  |        |        |
|  | Giappone         | 45               |               |    |                 |                 |  |  |        |        |

### Finali 5º/8º posto
|  | Semifinali  | Semifinali  | Semifinali |          |             | Finale 5º posto | Finale 5º posto | Finale 5º posto |  |
|  |             |             |            |          |             |                 |                 |                 |  |
|  | Algeria     | Algeria     | 28         |          |             |                 |                 |                 |  |
|  | Algeria     | Algeria     | 28         |          |             |                 |                 |                 |  |
|  | Stati Uniti | Stati Uniti | 45         |          |             |                 |                 |                 |  |
|  | Stati Uniti | Stati Uniti | 45         |          | Stati Uniti | Stati Uniti     | 45              |                 |  |
|  |             |             |            |          | Stati Uniti | Stati Uniti     | 45              |                 |  |
|  |             |             | Ungheria   | Ungheria | 39          |                 |                 |                 |  |
|  | Italia      | Italia      | Ungheria   | Ungheria | 39          | 35              |                 |                 |  |
|  | Italia      | Italia      |            |          |             | 35              |                 |                 |  |
|  | Ungheria    | Ungheria    | 45         |          |             | Finale 7º posto | Finale 7º posto | Finale 7º posto |  |
|  | Ungheria    | Ungheria    | 45         |          |             |                 |                 |                 |  |
|  |             |             |            |          |             |                 |                 |                 |  |
|  |             |             |            |          |             | Algeria         | Algeria         | 27              |  |
|  |             |             |            |          |             | Algeria         | Algeria         | 27              |  |
|  |             |             |            |          |             | Italia          | Italia          | 45              |  |

## Classifica finale
| Pos.    | Squadra       | Atleti                                                                       |
| ------- | ------------- | ---------------------------------------------------------------------------- |
| Oro     | Ucraina       | Ol'ha Charlan Alina Komaščuk Olena Kravac'ka Julija Bakastova                |
| Argento | Corea del Sud | Yoon Ji-su Jeon Ha-young Choi Se-bin Jeon Eun-hye                            |
| Bronzo  | Giappone      | Shihomi Fukushima Risa Takashima Misaki Emura Seri Ozaki                     |
| 4       | Francia       | Sara Balzer Manon Brunet Cécilia Berder Sarah Noutcha                        |
| 5       | Stati Uniti   | Elizabeth Tartakovsky Tatiana Nazlymov Magda Skarbonkiewicz Maia Chamberlain |
| 6       | Ungheria      | Liza Pusztai Anna Márton Luca Szűcs Sugár Katinka Battai                     |
| 7       | Italia        | Chiara Mormile Michela Battiston Martina Criscio Irene Vecchi                |
| 8       | Algeria       | Saoussen Boudiaf Chaima Benadouda Zohra Nora Kehli Kaouther Belkebir         |